# Socialismo islâmico
Socialismo islâmico é um termo cunhado por vários líderes muçulmanos, que procura dar uma forma mais espiritual ao socialismo. Os islâmicos ortodoxos acreditam que todos os socialistas são ateus e acusam o programa de confisco da propriedade privada dos meios de produção, como uma forma de opressão, que viola os ensinamentos islâmicos.

## História
Abū Dharr al-Ghifārī, um companheiro do Profeta Muhammad, é creditado por muitos como o principal antecedente do socialismo islâmico. Ele protestou contra a acumulação de riqueza pela classe dominante durante o califado de Otomão e instou o equitativa redistribuição da riqueza.
Em 2015, İhsan Eliaçık, dirigente da juventude do movimento Akıncı gençler (Jovens Cavaleiros), era considerado o ideólogo dos  muçulmanos anticapitalistas na Turquia.

## Socialismo xiita
O socialismo xiita se destacou desde a Revolução socialista do Iraque, quando houve uma aliança entre xiitas e sunitas. Existe liberdade religiosa nesse socialismo.